# Barbara Bonansea
Barbara Bonansea (Pinerolo, Italia; 13 de junio de 1991) es una futbolista italiana. Juega como delantera y su equipo actual es la Juventus de la Serie A de Italia.

## Clubes
| Club                  | País   | Año             |
| --------------------- | ------ | --------------- |
| A.C.F. Torino         | Italia | 2006 - 2012     |
| ACF Brescia Femminile | Italia | 2012 - 2017     |
| Juventus              | Italia | 2017 - presente |

## Palmarés

### Club
ACF Brescia
- Serie A: 2013–14, 2015–16
- Copa Italia: 2014–15, 2015–16
- Supercopa de Italia: 2014, 2015, 2016

Juventus FC
- Serie A: 2017–18, 2018–19, 2019–20, 2020–21
- Copa Italia: 2018–19
- Supercopa Italia: 2019, 2020

### Individual
- Jugadora del año de la AIC: 2016[2]
- Once ideal de la AIC: 2019[3]